# Юліан Брандт
Юліан Брандт (нім. Julian Brandt, нар. 2 травня 1996, Бремен) — німецький футболіст, центральний півзахисник клубу «Боруссія» (Дортмунд) та збірної Німеччини.

## Клубна кар'єра
Народився 2 травня 1996 року в місті Бремен. Розпочав займатись футболом в команді «Боргфельд». У 2009 році він перейшов в юніорську команду «Обернойланда», а через два роки перебрався в академію «Вольфсбурга».
У 2014 році талановитий півзахисник став гравцем клубу «Баєр 04». Його дебют у вищому німецькому дивізіоні відбувся 15 лютого 2014 року в матчі проти «Шальке-04». Через три дні він дебютував у Лізі Чемпіонів у матчі проти «Парі Сен-Жермен». 4 квітня 2014 року Юліан забив свій перший гол у чемпіонатах Німеччини в матчі проти «Гамбурга»..
В сезоні 2017/18 провів свою соту гру за «Баєр» у Бундеслізі.
22 травня 2019 року Юліан Брандт став футболістом дортмундської «Боруссії».

## Виступи за збірні
2011 року дебютував у складі юнацької збірної Німеччини, взяв участь у 36 іграх на юнацькому рівні, відзначившись 10 забитими голами. У складі збірної до 19 років став переможцем юнацького чемпіонату Європи 2014 року.
З 2015 року залучався до складу молодіжної збірної Німеччини. На молодіжному рівні зіграв у 13 офіційних матчах, забив 3 голи.
17 травня 2016 року був включений до розширеного списку національної збірної Німеччини з 27 осіб для участі у Євро-2016, за два тижні дебютував у складі головної збірної в одному з контрольних матчів, проте до остаточної заявки команди на континентальну першість не потрапив.
Згодом дедалі частіше викликався на матчі національної команди, а 2017 року у її складі був учасником розіграшу Кубка конфедерацій, відігравши у трьої з п'яти матчів турніру і здобувши титул його переможця.
4 червня 2018 року був включений до заявки національної команди для участі у тогорічному чемпіонаті світу.
| Дата       | Місто                   | Господарі | Результат | Гості             | Турнір             | Голи | Примітки |
| ---------- | ----------------------- | --------- | --------- | ----------------- | ------------------ | ---- | -------- |
| 29-5-2016  | Аугсбург                | Німеччина | 1 – 3     | Словаччина        | товариський матч   | -    | 46'      |
| 31-8-2016  | Менхенгладбах           | Німеччина | 2 – 0     | Фінляндія         | товариський матч   | -    | 78'      |
| 4-9-2016   | Осло                    | Норвегія  | 0 – 3     | Німеччина         | Відбір до ЧС 2018  | -    | 72'      |
| 8-10-2016  | Гамбург                 | Німеччина | 3 – 0     | Чехія             | Відбір до ЧС 2018  | -    | 80'      |
| 22-3-2017  | Дортмунд                | Німеччина | 1 – 0     | Англія            | товариський матч   | -    | 59'      |
| 6-6-2017   | Брондбю                 | Данія     | 1 – 1     | Німеччина         | товариський матч   | -    | 67'      |
| 10-6-2017  | Нюрнберг                | Німеччина | 7 – 0     | Сан-Марино        | Відбір до ЧС 2018  | 1    |          |
| 19-6-2017  | Сочі                    | Австралія | 2 – 3     | Німеччина         | Кубок Конфедерацій | -    | 63'      |
| 25-6-2017  | Сочі                    | Німеччина | 3 – 1     | Камерун           | Кубок Конфедерацій | -    | 77'      |
| 29-6-2017  | Сочі                    | Німеччина | 4 – 1     | Мексика           | Кубок Конфедерацій | -    | 78'      |
| 1-9-2017   | Прага                   | Чехія     | 1 – 2     | Німеччина         | Відбір до ЧС 2018  | -    | 61'      |
| 8-10-2017  | Кайзерслаутерн          | Німеччина | 5 – 1     | Азербайджан       | Відбір до ЧС 2018  | -    |          |
| 10-11-2017 | Лондон                  | Англія    | 0 – 0     | Німеччина         | товариський матч   | -    | 87'      |
| 27-3-2018  | Берлін                  | Німеччина | 0 – 1     | Бразилія          | товариський матч   | -    | 61'      |
| 2-6-2018   | Клагенфурт-ам-Вертерзеє | Австрія   | 2 – 1     | Німеччина         | товариський матч   | -    | 67'      |
| 8-6-2018   | Леверкузен              | Німеччина | 2 – 1     | Саудівська Аравія | товариський матч   | -    | 74'      |
| Усього     |                         | Матчів    | 16        |                   | Голів              | 1    |          |

## Досягнення

### Командні
- Переможець юнацького чемпіонату Європи: 2014
- Срібний призер Олімпійських ігор (1): 2016
- Володар Кубка конфедерацій (1): 2017
- Володар Суперкубка Німеччини (1): 2019
- Володар Кубка Німеччини (1): 2020-21

### Індивідуальні
- Нагороджений золотою медаллю Фріца Вальтера: 2014 (U-18)[8].
- Нагороджений срібною медаллю Фріца Вальтера: 2013 (U-17)[9].